# Melanie Bong

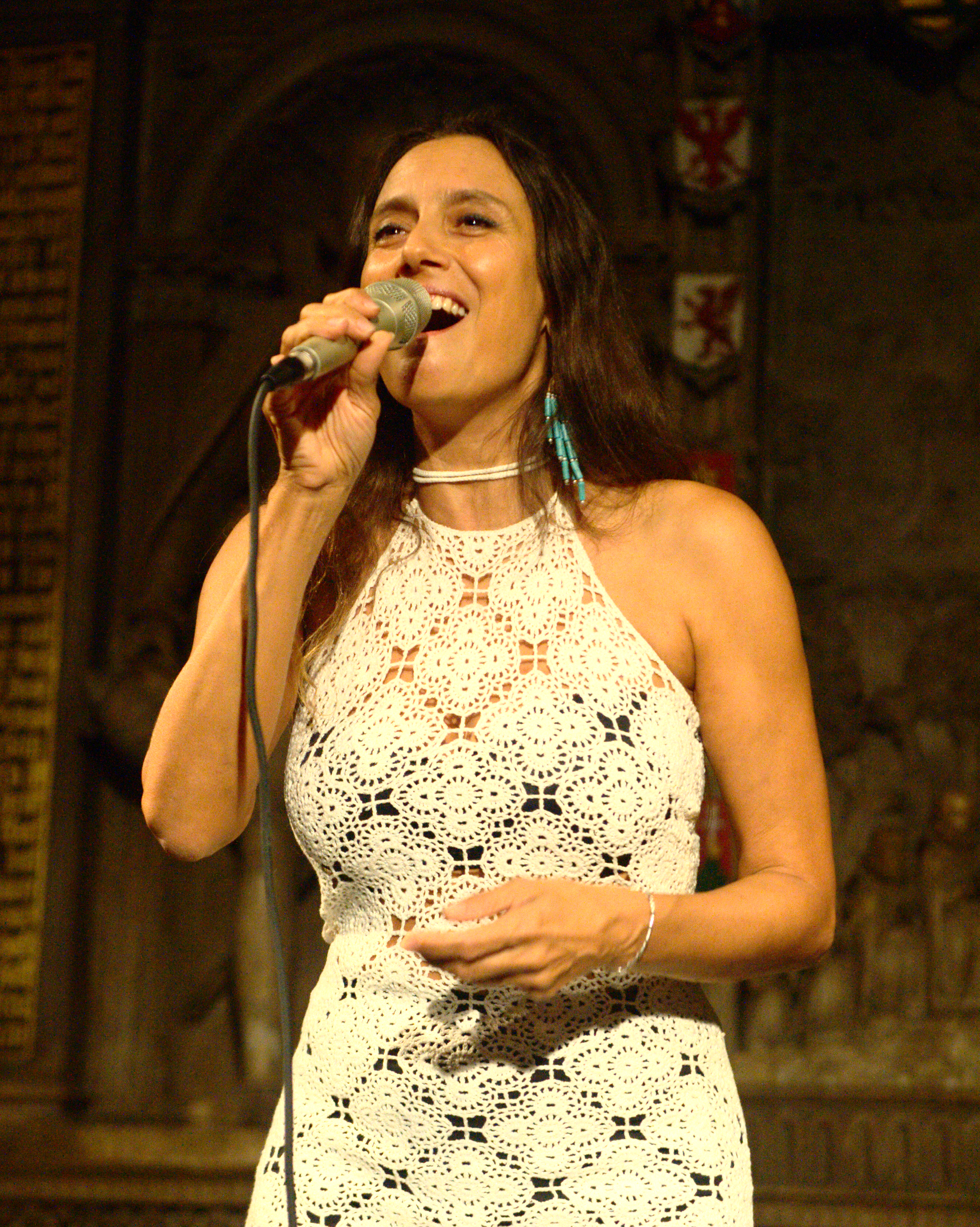
Melanie Bong (mit dem Lulo Reinhardt Latin Swing Project in der Stadtkirche Darmstadt 2017)

Melanie Bong (* 6. Juni 1968 in München) ist eine deutsche Jazzsängerin.

## Leben
Bong studierte an der Hochschule für Musik in Graz bei Sheila Jordan, Mark Murphy und Andy Bey. Nach Studienaufenthalten in New York entfaltete sie eine eigene Lehrtätigkeit an der Anton Bruckner Privatuniversität und am Konservatorium in Innsbruck. Sie war langjähriges Mitglied im Maximilian-Geller-Quintett, mit dem sie mehrere Alben veröffentlichte, und ging mit dem Memorial Orchestra unter Bob Lanese auf eine Frankreichtournee. 2002 legte sie ihr Debütalbum vor. Sie singt nicht nur in ihrer eigenen Band, sondern auch im Projekt Caminhos Cruzados von Fernando Corrêa.

## Diskographische Hinweise
- Fantásia (2002, mit Johannes Enders, Fernando Corrêa, Martin Woess, Adelhard Roidinger, Gregor Hilbe, Ernst Grieshofer, Maurizio Nobill)
- gypsy dream (2005, mit Johannes Enders, Fritz Pauer, Christian Diener, Rick Hollander, Nini Mureskic)
- Gypsy Fire (2019, mit Lulo Reinhardt)

## Lexikalische Einträge
- Jürgen Wölfer: Jazz in Deutschland. Das Lexikon. Alle Musiker und Plattenfirmen von 1920 bis heute. Hannibal, Höfen 2008, ISBN 978-3-85445-274-4.

| Personendaten    | Personendaten         |
| ---------------- | --------------------- |
| NAME             | Bong, Melanie         |
| KURZBESCHREIBUNG | deutsche Jazzsängerin |
| GEBURTSDATUM     | 6. Juni 1968          |
| GEBURTSORT       | München               |